# Требуховецька сільська рада
Требухове́цька сільська́ ра́да — адміністративно-територіальна одиниця та орган місцевого самоврядування в Летичівському районі Хмельницької області. Адміністративний центр — село Требухівці.

## Загальні відомості
Требуховецька сільська рада утворена в 1944 році.
- Територія ради: 68,72 км²
- Населення ради: 3 338 осіб (станом на 2001 рік)
- Територією ради протікає Південний Буг

## Населені пункти
Сільській раді підпорядковані населені пункти:
- с. Требухівці
- с. Головчинці
- с. Лисогірка

## Склад ради
Рада складається з 20 депутатів та голови.
- Голова ради: Алєксєєва Надія Григорівна
- Секретар ради: Гетманюк Віра Василівна

### Керівний склад попередніх скликань
| Прізвище, ім'я, по батькові | Основні відомості                                                         | Дата обрання | Дата звільнення |
| --------------------------- | ------------------------------------------------------------------------- | ------------ | --------------- |
| Алєксєєва Надія Григорівна  | Сільський голова, 1951 року народження, освіта вища, позапартійна         | 26.03.2006   | 31.10.2010      |
| Алєксєєва Надія Григорівна  | Сільський голова, 1951 року народження, освіта вища, член Народної партії | 31.10.2010   |                 |

Примітка: таблиця складена за даними сайту Верховної Ради України

### Депутати
За результатами місцевих виборів 2010 року депутатами ради стали:

#### За суб'єктами висування
| Суб'єкт висування                                   | Кількість обраних депутатів | %  |
| --------------------------------------------------- | --------------------------- | -- |
| Самовисування                                       | 9                           | 45 |
| Народна партія                                      | 3                           | 15 |
| Партія регіонів                                     | 3                           | 15 |
| Політична партія Всеукраїнське об'єднання «Свобода» | 2                           | 10 |
| Політична партія «Українська платформа»             | 2                           | 10 |
| Єдиний Центр                                        | 1                           | 5  |

#### За округами
| № округу                                            | Прізвище, ім'я, по батькові     | Дата визнання обраним | Освіта             | Партійна приналежність                    | Відомості про обраного депутата                                       |
| --------------------------------------------------- | ------------------------------- | --------------------- | ------------------ | ----------------------------------------- | --------------------------------------------------------------------- |
| Єдиний Центр                                        |                                 |                       |                    |                                           |                                                                       |
| 10                                                  | Нікітін Василь Михайлович       | 03.11.2010            | вища               | член Єдиного Центру                       | Летичівська філія ВАТ «Хмельницькгаз», механік                        |
| Народна Партія                                      |                                 |                       |                    |                                           |                                                                       |
| 1                                                   | Ковтанюк Андрій Володимирович   | 03.11.2010            | вища               | позапартійний                             | Требуховецька дільнична лікарня, зубний лікар                         |
| 7                                                   | Гетманюк Віра Василівна         | 03.11.2010            | вища               | позапартійна                              | Требуховецька сільська рада, секретар                                 |
| 8                                                   | Гонта Андрій Анатолійович       | 03.11.2010            | вища               | позапартійний                             | Летичівську райдержадміністрація, юрист                               |
| Партія регіонів                                     |                                 |                       |                    |                                           |                                                                       |
| 4                                                   | Недял Тетяна Миколаївна         | 03.11.2010            | середня спеціальна | член Партії регіонів                      | Головчинецький дитячий садок, вихователь                              |
| 9                                                   | Савенкова Вікторія Миколаївна   | 03.11.2010            | середня спеціальна | позапартійна                              | Головчинецьким відділ поштового зв'язку, начальник                    |
| 16                                                  | Мисюра Юрій Андрійович          | 03.11.2010            | вища               | позапартійний                             | Лисогірська загальноосвітня школа І-ІІ ст., вчитель                   |
| Політична партія Всеукраїнське об'єднання «Свобода» |                                 |                       |                    |                                           |                                                                       |
| 13                                                  | Валюс Олександр Васильович      | 03.11.2010            | середня спеціальна | член Всеукраїнського об'єднання «Свобода» | приватний підприємець                                                 |
| 15                                                  | Філясов Володимир Вячеславович  | 03.11.2010            | середня спеціальна | член Всеукраїнського об'єднання «Свобода» | Пархомівське лісництво, працівник                                     |
| Політична партія «Українська платформа»             |                                 |                       |                    |                                           |                                                                       |
| 2                                                   | Слободян Лілія Анатоліївна      | 03.11.2010            | вища               | позапартійна                              | Меджибізька загальноосвітня школа І-ІІІ ст., вчитель                  |
| 12                                                  | Жаліна Жанна Олегівна           | 03.11.2010            | середня            | позапартійна                              | Головчинецька загальноосвітня школа І-ІІ ст., вчитель                 |
| Самовисування                                       |                                 |                       |                    |                                           |                                                                       |
| 3                                                   | Пономар В'ячеслав Володимирович | 03.11.2010            | вища               | позапартійний                             | Требуховецька загальноосвітня школа І-ІІІ ст., вчитель                |
| 5                                                   | Божинська Євдокія Василівна     | 03.11.2010            | вища               | позапартійна                              | Требуховецька дільнична лікарня, головний лікар                       |
| 6                                                   | Ніколайчук Микола Миколайович   | 03.11.2010            | вища               | позапартійний                             | Голосківський професійно-аграрний ліцей, майстер виробничого навчання |
| 11                                                  | Валюс Максим Анатолійович       | 03.11.2010            | вища               | позапартійний                             | Требуховецька сільська рада, зав клуб с. Головчинці                   |
| 14                                                  | Стоян Борис Дмитрович           | 03.11.2010            | вища               | позапартійний                             | Фермерське господарство «Бостіон», завідувач                          |
| 17                                                  | Савчук Лідія Анатоліївна        | 03.11.2010            | вища               | позапартійна                              | Лисогірська загальноосвітня школа І-ІІ ст., вчитель                   |
| 18                                                  | Кирильцева Надія Дмитрівна      | 03.11.2010            | вища               | позапартійна                              | Лисогірська загальноосвітня школа І-ІІ ст., кухар                     |
| 19                                                  | Дідик Аліна Володимирівна       | 03.11.2010            | вища               | позапартійна                              | Лисогірський фельдшерсько-акушерський пункт, завідувачка              |
| 20                                                  | Мазур Василь Іванович           | 03.11.2010            | середня            | позапартійний                             | Деражнянська філія ВАТ «Хмельницькгаз», водій                         |